# Greiner József
Greiner József, álnevén Steiner Ernő (Zalaszentgrót, 1901. július 12. – Szovjetunió, 1945. január 16.) tisztviselő, újságíró, pártmunkás, lapszerkesztő.

## Élete
Greiner László csabrendeki születésű kereskedő és Stern Róza fia, izraelita vallású, bátyja Greiner Ferenc volt. Zalaszentgróton járt elemibe, majd a helyi szeszüzem alkalmazottja lett, mint könyvelő. 1917-ben belépett az MSZDP-be, 1918. október 25-én az ő munkája eredményeképpen alakult meg szülőfalujában a helyi szociáldemokrata párt, melynek titkára lett. 1919 első napjától fogva a Zalavölgyi Hírlap munkájában vett részt, annak szerkesztője volt, majd az év második felében részt vett a Kommunisták Magyarországi Pártja, illetve annak ifjúsági tagozatának szervezésében. Szervezte a zalaszentgróti KIMSZ munkáját, a kommün összeomlását követően azonban lefogták, de testvérével sikerült megszöknie, s Budapesten élt illegálisan.
Hamarosan Bécsbe emigrált, ahol szerepet vállalt a KMP munkájában, többek közt röpiratok Magyarországra való szállításával, a Landler-frakcióhoz tartozott. 1921-ben illegális kiküldetésre Magyarországra ment, ahol részt vett a KMP hazai szervezeteinek kiépítésében, és szerepet vállalt az illegális kommunista sajtóorgánumok, így a Kommün, vagy az Ifjú Proletár terjesztésében, illetve megjelentetésében is. Feladata többek közt az volt, hogy megszervezze a rendszeres futárszolgálatot a magyar és az osztrák főváros között. 1923-ban azonban ismét letartóztatták, 13 évnyi börtönre ítélték, a következő év novemberében azonban a szovjet-magyar fogolycsere-akció keretei közt a Szovjetunióba távozhatott, ahol szerkesztette a Za indusztrializaciju c. lapot, később a Nachrichten c. német lap főszerkesztőjeként működött. 1934-től a Gudok c. vasutaslap főszerkesztője, majd a Vasutas Kiadóvállalat vezetőjeként dolgozott. Koncepciós per áldozata lett.